# Lynne Jewell
Lynne M. Jewell (ur. 24 listopada 1959 w Burbank) – amerykańska żeglarka sportowa. Złota medalistka olimpijska z Seulu.
Zawody w 1988 był jej jedynymi igrzyskami olimpijskimi. Zwyciężyła w klasie 470, a partnerowała jej Allison Jolly. Wcześniej odnosiła sukcesy w klasie Laser.